# Puchar Sześciu Narodów 2018
Puchar Sześciu Narodów 2018 (2018 Six Nations Championship, a także od nazwy sponsora turnieju, NatWest – 2018 NatWest 6 Nations) – dziewiętnasta edycja Pucharu Sześciu Narodów, corocznego turnieju w rugby union rozgrywanego pomiędzy sześcioma najlepszymi zespołami narodowymi półkuli północnej. Turniej został rozegrany pomiędzy 3 lutego a 17 marca 2018 roku.
Wliczając turnieje w poprzedniej formie, od czasów Home Nations Championship i Pucharu Pięciu Narodów, była to 124. edycja tych zawodów. W turnieju wzięły udział reprezentacje narodowe Anglii, Francji, Irlandii, Szkocji, Walii i Włoch.
Rozkład gier opublikowano w połowie maja 2017 roku, po raz kolejny planując rozegranie jednego spotkania w piątek, tym razem organizowanego przez Francuzów. Sędziowie spotkań zostali wyznaczeni 12 grudnia 2017 roku ze zmianą przed ostatnią kolejką.
Zwycięzca meczu zyskiwał cztery punkty, za remis przysługiwały dwa punkty, porażka nie była punktowana, a zdobycie przynajmniej czterech przyłożeń lub przegrana nie więcej niż siedmioma punktami premiowana była natomiast punktem bonusowym. Dodatkowo zdobywca Wielkiego Szlema otrzymałby trzy dodatkowe punkty, by uniknąć sytuacji, że nie wygrałby całych zawodów pomimo pokonania wszystkich rywali.
Tytuł już po czterech kolejkach zapewnili sobie Irlandczycy, w ostatnim meczu rozegranym w Dniu Świętego Patryka pokonali zaś na wyjeździe Anglików zdobywając tym samym trzeciego w historii Wielkiego Szlema. Z grona sześciu zawodników wytypowanych przez organizatorów za najlepszego został uznany przedstawiciel triumfatorów, Jacob Stockdale, który pobił dotychczasowy rekord Chrisa Ashtona, Willa Greenwooda i Shane’a Williamsa w liczbie zdobytych podczas jednej edycji Pucharu Sześciu Narodów przyłożeń. Najwięcej punktów w turnieju zdobył zaś Maxime Machenaud.
Podczas zawodów pięćdziesiąte występy w narodowej reprezentacji zaliczyli Joe Launchbury i Tommaso Benvenuti, zaś w setnym testmeczu wystąpił Alessandro Zanni. Sergio Parisse wyrównał wynoszący 65 spotkań rekord Briana O’Driscolla w liczbie występów w turnieju, został też pierwszym zawodnikiem w historii mającym na koncie udział w stu przegranych testmeczach.
Tytularnym sponsorem z jednoroczną umową została jedna z marek dotychczasowego sponsora – Royal Bank of Scotland, NatWest.

## Uczestnicy
W turnieju uczestniczyły:
| Zespół   | Stadion                         | Miasto         | Trener          | Kapitan                            |
| -------- | ------------------------------- | -------------- | --------------- | ---------------------------------- |
| Anglia   | Twickenham                      | Londyn         | Eddie Jones     | Dylan Hartley Owen Farrell         |
| Francja  | Stade de France Stade Vélodrome | Paryż Marsylia | Jacques Brunel  | Guilhem Guirado Mathieu Bastareaud |
| Irlandia | Aviva Stadium                   | Dublin         | Joe Schmidt     | Rory Best                          |
| Szkocja  | Murrayfield                     | Edynburg       | Gregor Townsend | John Barclay                       |
| Walia    | Millennium Stadium              | Cardiff        | Warren Gatland  | Alun Wyn Jones Taulupe Faletau     |
| Włochy   | Stadio Olimpico                 | Rzym           | Conor O’Shea    | Sergio Parisse                     |

## Mecze

### Tydzień 1
| 3 lutego 201814:15 | Walia                                                                | 34:7(14:0) | Szkocja                               | Millennium Stadium, Cardiff Widzów: 74 169 Sędzia: Pascal Gaüzère |
| 3 lutego 201814:15 | Gareth Davies 5 (P) Leigh Halfpenny 24 (2P 4pd 2K) Steff Evans 5 (P) | 34:7(14:0) | Finn Russell 2 (pd) Peter Horne 5 (P) | Millennium Stadium, Cardiff Widzów: 74 169 Sędzia: Pascal Gaüzère |

| 3 lutego 201817:45 | Francja                                                           | 13:15(3:9) | Irlandia                   | Stade de France, Saint-Denis Widzów: 74 878 Sędzia: Nigel Owens |
| 3 lutego 201817:45 | Anthony Belleau 2 (pd) Maxime Machenaud 6 (2K) Teddy Thomas 5 (P) | 13:15(3:9) | Jonathan Sexton 15 (dg 4K) | Stade de France, Saint-Denis Widzów: 74 878 Sędzia: Nigel Owens |

| 4 lutego 201816:00 | Włochy                                                              | 15:46(10:17) | Anglia | Stadio Olimpico, Rzym Widzów: 61 464 Sędzia: Mathieu Raynal |
| 4 lutego 201816:00 | Mattia Bellini 5 (P) Tommaso Allan 5 (pd K) Tommaso Benvenuti 5 (P) | 15:46(10:17) | Anthony Watson 10 (2P) George Ford 5 (P) Jack Nowell 5 (P) Owen Farrell 16 (P 4pd K) Sam Simmonds 10 (2P) | Stadio Olimpico, Rzym Widzów: 61 464 Sędzia: Mathieu Raynal |

### Tydzień 2
| 10 lutego 201814:15 | Irlandia | 56:19(28:0) | Włochy                                                          | Aviva Stadium, Dublin Widzów: 51 700 Sędzia: Romain Poite |
| 10 lutego 201814:15 | Bundee Aki 5 (P) Conor Murray 5 (P) Jacob Stockdale 10 (2P) Joey Carbery 6 (3pd) Jonathan Sexton 10 (5pd) Keith Earls 5 (P) Robbie Henshaw 10 (2P) Rory Best 5 (P) | 56:19(28:0) | Edoardo Gori 5 (P) Matteo Minozzi 5 (P) Tommaso Allan 9 (P 2pd) | Aviva Stadium, Dublin Widzów: 51 700 Sędzia: Romain Poite |

| 10 lutego 201816:45 | Anglia                                | 12:6(12:3) | Walia                                     | Twickenham Stadium, Londyn Widzów: 82 000 Sędzia: Jérôme Garcès |
| 10 lutego 201816:45 | Jonny May 10 (2P) Owen Farrell 2 (pd) | 12:6(12:3) | Gareth Anscombe 3 (K) Rhys Patchell 3 (K) | Twickenham Stadium, Londyn Widzów: 82 000 Sędzia: Jérôme Garcès |

| 11 lutego 201815:00 | Szkocja                                                       | 32:26(14:20) | Francja                                                                 | Murrayfield Stadium, Edynburg Widzów: 67 144 Sędzia: John Lacey |
| 11 lutego 201815:00 | Greig Laidlaw 22 (2pd 6K) Huw Jones 5 (P) Sean Maitland 5 (P) | 32:26(14:20) | Baptiste Serin 6 (2K) Maxime Machenaud 10 (2pd 2K) Teddy Thomas 10 (2P) | Murrayfield Stadium, Edynburg Widzów: 67 144 Sędzia: John Lacey |

### Tydzień 3
| 23 lutego 201821:00 | Francja | 34:17(11:7) | Włochy                                                      | Stade Vélodrome, Marsylia Widzów: 50 000 Sędzia: Wayne Barnes |
| 23 lutego 201821:00 | François Trinh-Duc 2 (pd) Hugo Bonneval 5 (P) Mathieu Bastareaud 5 (P) Maxime Machenaud 17 (pd 5K) Paul Gabrillagues 5 (P) | 34:17(11:7) | Carlo Canna 2 (pd) Matteo Minozzi 5 (P) Tommaso Allan 3 (K) | Stade Vélodrome, Marsylia Widzów: 50 000 Sędzia: Wayne Barnes |
| 23 lutego 201821:00 | Luca Bigi | 34:17(11:7) |                                                             | Stade Vélodrome, Marsylia Widzów: 50 000 Sędzia: Wayne Barnes |

| 24 lutego 201814:15 | Irlandia | 37:27(15:13) | Walia                                                                                  | Aviva Stadium, Dublin Widzów: 51 700 Sędzia: Glen Jackson |
| 24 lutego 201814:15 | Bundee Aki 5 (P) Cian Healy 5 (P) Conor Murray 3 (K) Dan Leavy 5 (P) Jacob Stockdale 10 (2P) Joey Carbery 2 (pd) Jonathan Sexton 7 (2pd K) | 37:27(15:13) | Aaron Shingler 5 (P) Gareth Davies 5 (P) Leigh Halfpenny 12 (3pd 2K) Steff Evans 5 (P) | Aviva Stadium, Dublin Widzów: 51 700 Sędzia: Glen Jackson |

| 24 lutego 201816:45 | Szkocja                                                                          | 25:13(22:6) | Anglia                    | Murrayfield Stadium, Edynburg Widzów: 67 144 Sędzia: Nigel Owens |
| 24 lutego 201816:45 | Finn Russell 3 (K) Greig Laidlaw 7 (2pd K) Huw Jones 10 (2P) Sean Maitland 5 (P) | 25:13(22:6) | Owen Farrell 13 (P pd 2K) | Murrayfield Stadium, Edynburg Widzów: 67 144 Sędzia: Nigel Owens |
| 24 lutego 201816:45 | Sam Underhill                                                                    | 25:13(22:6) |                           | Murrayfield Stadium, Edynburg Widzów: 67 144 Sędzia: Nigel Owens |

### Tydzień 4
| 10 marca 201814:15 | Irlandia                                                                             | 28:8(14:3) | Szkocja                                  | Aviva Stadium, Dublin Widzów: 51 700 Sędzia: Wayne Barnes |
| 10 marca 201814:15 | Jonathan Sexton 8 (4pd) Sean Cronin 5 (P) Conor Murray 5 (P) Jacob Stockdale 10 (2P) | 28:8(14:3) | Blair Kinghorn 5 (P) Greig Laidlaw 3 (K) | Aviva Stadium, Dublin Widzów: 51 700 Sędzia: Wayne Barnes |

| 10 marca 201817:45 | Francja                                                                  | 20:16(9:9) | Anglia                                                   | Stade de France, Saint-Denis Widzów: 78 060 Sędzia: Jaco Peyper |
| 10 marca 201817:45 | Lionel Beauxis 3 (K) Maxime Machenaud 12 (4K) karne przyłożenie 7 (P pd) | 20:16(9:9) | Owen Farrell 8 (pd 2K) Jonny May 5 (P) Elliot Daly 3 (K) | Stade de France, Saint-Denis Widzów: 78 060 Sędzia: Jaco Peyper |
| 10 marca 201817:45 | Anthony Watson                                                           | 20:16(9:9) |                                                          | Stade de France, Saint-Denis Widzów: 78 060 Sędzia: Jaco Peyper |

| 11 marca 201815:00 | Walia | 38:14(17:7) | Włochy                                                                            | Millennium Stadium, Cardiff Widzów: 65 242 Sędzia: Jérôme Garcès |
| 11 marca 201815:00 | Leigh Halfpenny 4 (2pd) Justin Tipuric 5 (P) George North 10 (2P) Gareth Anscombe 9 (3pd K) Cory Hill 5 (P) Hadleigh Parkes 5 (P) | 38:14(17:7) | Carlo Canna 2 (pd) Mattia Bellini 5 (P) Tommaso Allan 2 (pd) Matteo Minozzi 5 (P) | Millennium Stadium, Cardiff Widzów: 65 242 Sędzia: Jérôme Garcès |
| 11 marca 201815:00 | Gareth Davies · Liam Williams | 38:14(17:7) | Tommaso Benvenuti                                                                 | Millennium Stadium, Cardiff Widzów: 65 242 Sędzia: Jérôme Garcès |

### Tydzień 5
| 17 marca 201813:30 | Włochy                                            | 27:29(17:12) | Szkocja                                                                                             | Stadio Olimpico, Rzym Widzów: 60 412 Sędzia: Pascal Gaüzère |
| 17 marca 201813:30 | Tommaso Allan 22 (2P 3pd 2K) Matteo Minozzi 5 (P) | 27:29(17:12) | Greig Laidlaw 9 (3pd K) Stuart Hogg 5 (P) Sean Maitland 5 (P) John Barclay 5 (P) Fraser Brown 5 (P) | Stadio Olimpico, Rzym Widzów: 60 412 Sędzia: Pascal Gaüzère |

| 17 marca 201814:45 | Anglia                              | 15:24(5:21) | Irlandia | Twickenham Stadium, Londyn Widzów: 82 000 Sędzia: Angus Gardner |
| 17 marca 201814:45 | Jonny May 5 (P) Elliot Daly 10 (2P) | 15:24(5:21) | Conor Murray 3 (K) Joey Carbery 2 (pd) Jacob Stockdale 5 (P) Jonathan Sexton 4 (2pd) CJ Stander 5 (P) Garry Ringrose 5 (P) | Twickenham Stadium, Londyn Widzów: 82 000 Sędzia: Angus Gardner |
| 17 marca 201814:45 | Peter O'Mahony                      | 15:24(5:21) | | Twickenham Stadium, Londyn Widzów: 82 000 Sędzia: Angus Gardner |

| 17 marca 201817:00 | Walia                                      | 14:13(14:10) | Francja                                                               | Millennium Stadium, Cardiff Widzów: 74 169 Sędzia: Ben O’Keeffe |
| 17 marca 201817:00 | Leigh Halfpenny 9 (3K) Liam Williams 5 (P) | 14:13(14:10) | Maxime Machenaud 5 (pd K) Gaël Fickou 5 (P) François Trinh-Duc 3 (dg) | Millennium Stadium, Cardiff Widzów: 74 169 Sędzia: Ben O’Keeffe |